# Alnarps favorit

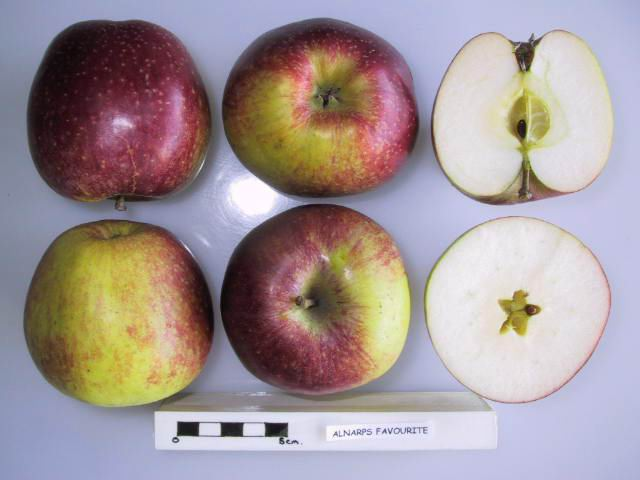
Alnarps favorit

Alnarps favorit är en äppelsort av svenskt ursprung och är resultatet av en korsning mellan McIntosh och Alfa 68. Skalet är mestadels grönt eller rött, och köttet som är vitt är saftigt och syrligt. Doften av äpplet liknar den på McIntosh. Medelskördetid vid Alnarp(zon 1) 8 oktober. Äpplet mognar i december och håller sig i bra skick till februari. Äpplet passar både i köket och som ätäpple. Äpplet pollineras av bland annat Cox Orange och Ingrid Marie. I Sverige odlas Alnarps favorit gynnsammast i zon I–II.